# Tragédia no Estádio da Corregidora
Em 5 de março de 2022, durante uma partida de futebol da Liga MX entre o Querétaro FC e Atlas FC, um tumulto eclodiu entre os torcedores que assistiram à partida no Estádio Corregidora, no México. Vídeos postados nas redes sociais mostraram grupos de homens espancando, chutando, chicoteando, arrastando e despindo as vítimas.
De acordo com a declaração inicial da agência de proteção civil do estado de Querétaro, pelo menos 22 homens ficaram feridos. Este número foi atualizado para 26 na manhã seguinte. Reivindicações de morte entre torcedores atacados durante o motim são contestadas. Embora nenhuma morte tenha sido oficialmente confirmada, algumas mortes foram relatadas por fãs do Atlas. David Medrano Félix, jornalista da TV Azteca, anunciou originalmente que houve 17 mortes, mas depois retirou sua reportagem.

## Antecedentes
Os conflitos entre Querétaro FC e Atlas FC datam de 2007, quando Atlas relegou Querétaro da liga Primera División de México em casa, no Estadio Jalisco, durante o torneio Clausura 2007. Durante esse jogo, havia mais torcedores do Querétaro do que torcedores do Atlas. Três anos depois, quando o Querétaro estava de volta à liga Primera División, e durante a temporada 2009-10 da Primera División mexicana, os torcedores do Atlas superaram os torcedores do Querétaro em casa, no Estadio Corregidora, e os confrontos foram relatados nas arquibancadas. Desde então, os conflitos entre os grupos de torcedores de ambas as equipes e as partidas entre as equipes têm sido vistas como potencialmente problemáticas.

## Revoltas
Querétaro estava jogando uma partida contra o campeão da Liga MX Apertura 2021, Atlas, com início às 17:00 CST (UTC−6). Julio Furch marcou um gol para Atlas aos 28 minutos, que permaneceu para o restante da partida. O confronto entre os torcedores de ambos os clubes começou aos 57 minutos, quando o jogo parou aos 63 minutos, quando os torcedores correram para o campo para evitar a briga dos torcedores. Aos 102 minutos, os árbitros declararam a partida suspensa.

## O conflito
Em 5 de março de 2022, o Querétaro FC, da Liga MX, recebeu o Atlas FC em La Corregidora para a 9ª rodada do torneio Clausura 2022. Aos 63 minutos, brigas entre torcedores de ambas as equipes eclodiram nas arquibancadas do estádio. A partida foi interrompida imediatamente e os jogadores das equipes retornaram aos seus respectivos vestiários. Os escassos elementos de segurança do estádio não conseguiram controlar a situação e abriram as saídas do estádio para permitir que os espectadores escapassem da violência, que se alastrara ao relvado.
Devido aos acontecimentos em desenvolvimento no estádio, a partida foi suspensa pelo árbitro principal, com o placar em Querétaro 0 - 1 Atlas. O presidente da Liga MX, Mikel Arriola, afirmou que "os responsáveis pela falta de segurança no estádio serão punidos de forma exemplar". A liga anunciou que o restante do segundo tempo da partida seria disputado em uma data futura.

## Pós-ocorrência

### Reações
Tanto o Atlas como a Querétaro emitiram declarações nas redes sociais condenando os motins e apelando às autoridades para que responsabilizem os instigadores.
O incidente foi noticiado pelos meios de comunicação social no México. O governador do estado de Querétaro, Mauricio Kuri González, condenou a violência e deu instruções para "aplicar a lei com todas as suas consequências." O presidente da Liga MX, Mikel Arriola, declarou que a violência era "inaceitável" e que os responsáveis pelos tumultos seriam "punidos exemplarmente". Arriola deslocou-se então a Querétaro no dia seguinte para visitar os torcedores feridos.
Em 7 de março de 2022, o governador ainda não tinha conseguido prender ninguém, apesar de ter provas fotográficas dos responsáveis. Também não conseguiu apresentar provas de que não tinha havido mortes. No dia seguinte ao motim, a CONCACAF e a FIFA fizeram declarações condenando os atos de violência e apelando às autoridades para que as responsabilizem e para que a CONCACAF preste todo o apoio possível à Federação Mexicana de Futebol e à Liga MX.
Em 7 de março de 2022, o Presidente do México, Andrés Manuel López Obrador, anunciou durante uma conferência que não responsabilizaria o governador do estado pelo motim, embora não tenha tolerado os tumultos. O treinador do Querétaro F.C., Hernán Cristante, afirmou que os seus jogadores também receberam ameaças de morte na sequência dos tumultos.
Em 8 de março de 2022, o C.D. Guadalajara anunciou, através do seu sítio Web e das redes sociais, que o clube iria proibir a presença de barras tanto do Guadalajara como do América no seu próximo clássico de 12 de março.
Em 9 de março de 2022, Arriola declarou que os tumultos poderiam ter afetado o papel do México como co-anfitrião da Copa do Mundo de 2026, afirmando que esse papel teria sido posto em causa se não tivesse havido uma resposta à violência.

### Consequências
Em resposta ao acontecimento, a Liga MX anunciou que todos os jogos realizados no domingo, dia seguinte, seriam adiados e remarcados a pedido do sindicato dos jogadores, Asociación Mexicana de Futbolistas. O comité disciplinar da liga, bem como o da Federação Mexicana de Futebol, iniciaram uma investigação sobre os tumultos. A Liga MX Femenil, a sua congénere feminina, também anunciou que os jogos realizados a 6 de março seriam adiados e remarcados.
A liga confirmou que o jogo entre o Querétaro e o Atlas seria remarcado para uma data posterior, onde se jogaria o tempo restante do jogo, conforme exigido pelos regulamentos de competição da liga. Além disso, a Liga de Expansión MX, a liga de segundo nível do sistema da liga mexicana de futebol, também anunciou que todos os jogos agendados entre 8 e 13 de março de 2022 seriam disputados à porta fechada. Pelo menos cinco funcionários, que incluíam funcionários da polícia e da defesa civil, bem como três pessoas envolvidas no planeamento e preparação, foram suspensos após o tumulto.
Em 8 de março de 2022, a Liga MX proibiu os torcedores de assistirem aos jogos do Querétaro em casa durante um ano, exigindo que todos os jogos em casa fossem disputados com portões fechados, proibiu as barras do Querétaro durante três anos e proibiu também os proprietários do clube, Manuel Velarde, Gabriel Solares, Alfonso Solloa, Javier Solloa e Greg Taylor, de realizarem atividades relacionadas com a liga durante cinco anos. Também exigiu que o clube fosse transferido para um novo proprietário, onde será transferido para seus proprietários originais, o Grupo Caliente, que também possui o Club Tijuana e deve vender o Querétaro até o final do ano. Se o Grupo Caliente não conseguir vender o clube, a liga assumirá a propriedade do clube. Além disso, a liga decidiu que o jogo foi vencido pelo Atlas, com o placar de 0 a 3, depois de o Atlas ter marcado 0 a 1 antes de o jogo ser abandonado. Também multou os atuais proprietários em MX$1,5 milhões (US$70.450), ordenou que as equipes juvenis e femininas do clube jogassem com portões fechados e proibiu os bares afiliados ao Atlas de assistirem aos jogos em casa durante um período máximo de seis meses.
A liga anunciou também que serão implementadas novas medidas de segurança e proteção para as equipes na temporada 2022-23, incluindo o reconhecimento facial e a identificação dos torcedores, que devem registar e identificar os membros dos grupos de torcidas de uma equipe, enquanto os menores passarão a ser proibidos de estar nas seções dos grupos de torcedores. A lei também proibiu a segurança privada nos estádios e exige que a polícia estadual, local e municipal comprove a segurança em todos os jogos. A Liga MX também não desfiliará o Querétaro da liga para evitar qualquer interferência com o resto da temporada do Clausura de 2022.
Em 8 de março, foram detidos 14 suspeitos, todos do sexo masculino, relacionados com os atos de violência. Dois deles foram libertados pouco depois por falta de provas.